# Josef Tschofenig

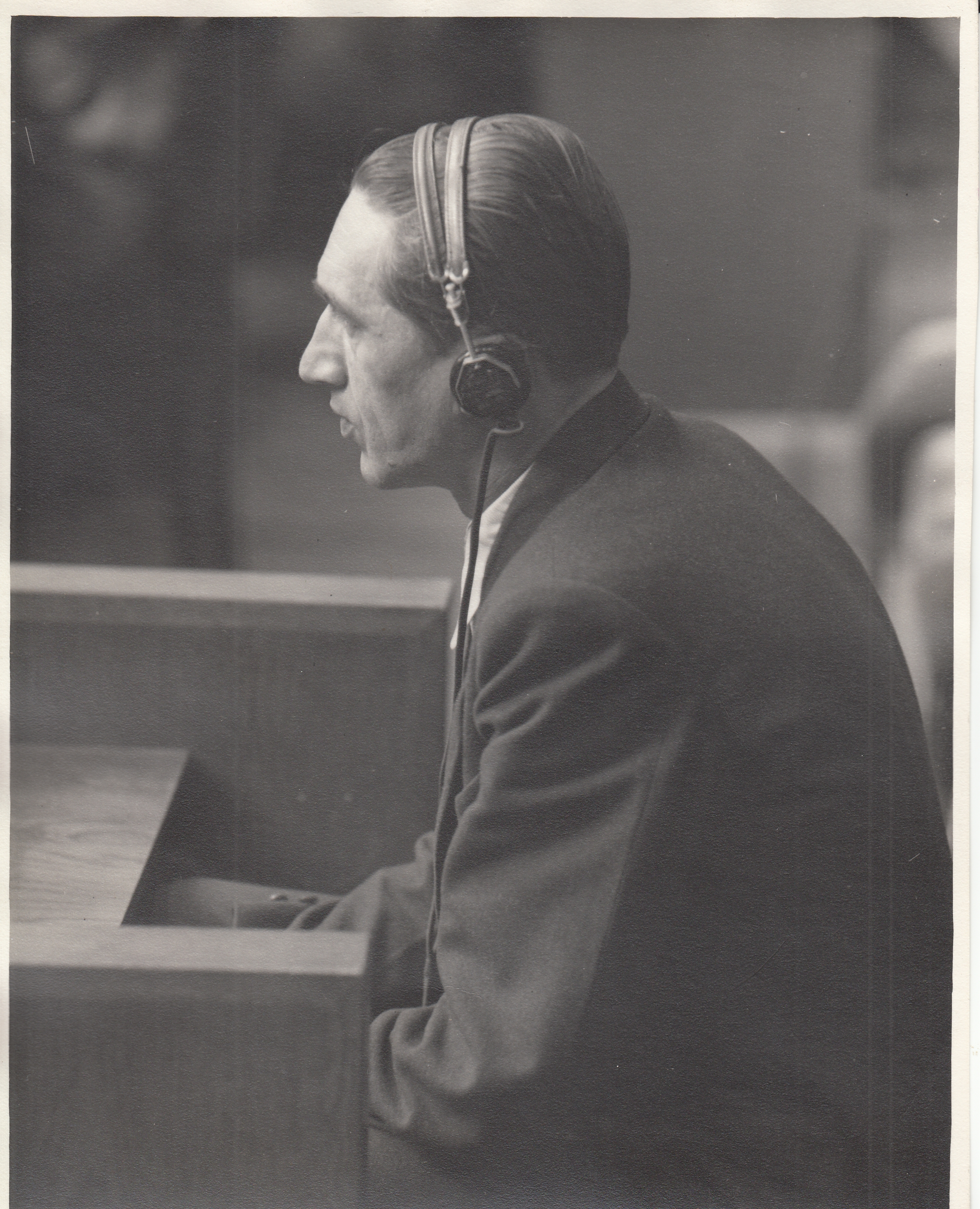
Josef Tschofenig als Zeuge während des Nürnberger Ärzteprozesses 1947.

Josef Tschofenig (* 3. September 1913 in Pontafel; † 1995) war ein österreichischer Politiker und Abgeordneter zum Kärntner Landtag.

## Leben
Josef Tschofenig wurde in Pontafel im Kanaltal geboren. Er lernte den Beruf des Maschinenbautechnikers. Schon früh begann er sich politisch zu engagieren, mit 16 Jahren trat er der Sozialistischen Arbeiterjugend (SAJ) der Sozialdemokraten bei. 1932, im Alter von 19 Jahren, wechselte er aus ideologischen Gründen von der Villacher SAJ-Gruppe I unter Alois Buttinger, bei der er Wehrsportführer war, zum Kommunistischen Jugendverband der Kommunistischen Partei Österreichs (KPÖ).
Während der Zeit des Austrofaschismus wurde Tschofenig 1933 erstmals verhaftet, weitere Inhaftierungen folgten, dabei auch neun Monate im Anhaltelager Wöllersdorf. Nach dem „Anschluss“ Österreichs an den NS-Staat ging er über die Tschechoslowakei nach Belgien. Dorthin folgte ihm seine Jugendliebe, Gisela Taurer, gemeinsam lebten sie von  Juli 1939 bis Mai 1940 im Antwerpener Stadtteil Berchem. Nach dem deutschen Überfall auf Belgien kehrte Gisela Taurer nach Oberdonau zurück, während Josef Tschofenig mit den zurückweichenden Alliierten Armeen nach Frankreich ging. Vom Vichy-Regime verhaftet wurde er in ein Lager in Süd-Frankreich überstellt. Von dort brachte ihn die Gestapo nach Klagenfurt und nach vier Monaten Haft wurde er in das KZ Dachau eingeliefert. Gisela brachte am 21. Dezember 1940 den gemeinsamen Sohn Hermann zur Welt. Am 3. Juni 1944 konnten Josef und Gisela Tschofenig im Dachauer Standesamt II heiraten, das Kind wurde gerichtlich für ehelich erklärt. Josef Tschofenig blieb bis zur Befreiung im Konzentrationslager, wo er in der Röntgenstation arbeitete. Nach der Befreiung musste Tschofenig feststellen, dass seine Frau wenige Tage vor Kriegsende von der SS ermordet worden war.
Ende Juni 1945 kehrte Josef Tschofenig mit weiteren ehemaligen KZ-Häftlingen nach Kärnten zurück. Er wurde Sekretär der KPÖ-Landesleitung und löste seinen Bruder Albin Tschofenig als Mitglied der provisorischen Landesregierung ab: Von 25. Juli 1945 bis 10. Dezember 1945 gehörte er der Provisorischen Landesregierung Piesch III als Landesrat für Wiederaufbau und Siedlungswesen an.
Auf der ersten Länderkonferenz der KPÖ nach dem Krieg wurde Tschofenig am 23. September 1945 in das Parteipräsidium gewählt sowie zum zweiten stellvertretenden Parteivorsitzenden. Am 1. November 1945 wurde er zum Landesobmann der KPÖ Kärnten gewählt.
Von 10. Dezember 1945 bis 17. März 1953 war Tschofenig Abgeordneter des Kärntner Landtags (16. und 17. Gesetzgebungsperiode).
Ab 1. November 1946 war er auch Herausgeber der Parteizeitung Volkswille.
Für den Nürnberger Ärzteprozess sagte Tschofenig in beeideten Zeugenprotokollen (Affidavits) gegen Wilhelm Beiglböck aus, für dessen Menschenversuche im KZ Dachau er Lungenröntgen der potentiellen Testpersonen anfertigen musste. Im Juni 1947 sagte er in Nürnberg beim Prozess als Zeuge aus. Aus Versehen wurde er dort für einen eingelieferten Kriegsverbrecher gehalten und etwa einen Tag lang im Gerichtsgefängnis eingesperrt.
Tschofenig war langjähriges Mitglied des KZ-Verbands und saß in der Opferfürsorgekommission des Sozialministeriums.
Josef Tschofenig starb 1995 im 83. Lebensjahr.

## Belege
1. 1 2 3 4 5 6  Unsere Kandidaten… Gen. Josef Tschofenig. In: Volkswille. Organ der kommunistischen Partei Österreichs. Land Kärnten, 24. November 1945, S. 3 (online bei ANNO).
2. ↑  Die Kreiskonferenz unserer Jugendlichen. In: Arbeiterwille. Organ des arbeitenden Volkes für Steiermark und Kärnten, 2. Februar 1929, S. 7 (online bei ANNO).
3. ↑  Ein Wehrsportführer ruft zur Antifaschistischen Aktion. In: Die Rote Fahne, 30. September 1932, S. 5 (online bei ANNO).
4. 1 2 3  Die Mitglieder der Kärntner Landesregierung. In: Kärntner Nachrichten, 28. Juli 1945, S. 2 (online bei ANNO).
5. 1 2  Biografien: Gisela Tschofenig-Taurer (1917–1945). In: ooe.kpoe.at. 27. April 2007, abgerufen am 19. Oktober 2019.
6. ↑  Für die Heimkehrer aus Dachau: Herzliches Willkommen der Kärntner Bevölkerung. In: Kärntner Nachrichten, 29. Juni 1945, S. 1 (online bei ANNO).
7. ↑  August Walzl: Das Schicksal der Österreichischen Freiheitsfront in Kärnten. In: Zeitgeschichte. 13. Jahr, Heft 6. März 1986, S. 216, Digitalisat online bei ANNO.
8. ↑  Manfred Mugrauer: Die „Moskauer Clique“ – und weitere Legenden. Zur Struktur der KPÖ-Führung nach 1945. In: Mitteilungen der Alfred Klahr Gesellschaft. Nr. 1/2017, S. 15, Digitalisat online auf klahrgesellschaft.at (PDF; 956 kB).
9. ↑  Impressum. In: Volkswille. Tageszeitung für Kärnten, 1. November 1946, S. 23 (online bei ANNO).
10. ↑  Nuremberg – Document Search Results. Nuremberg Trials Project, abgerufen am 19. Oktober 2019 (englisch).
11. ↑  Unfreiwillige Reise nach Nürnberg. In: Wiener Zeitung, 18. Juni 1947, S. 2 (online bei ANNO).
12. ↑  Eine Erklärung des Landtagsabgeordneten Tschofenig. In: Volkswille. Tageszeitung für Kärnten, 20. Juni 1947, S. 2 (online bei ANNO).
13. ↑  Kamerad Tschofenig 50 Jahre. In: Der neue Mahnruf. Zeitschrift für Freiheit, Recht und Demokratie, September 1963, S. 6 (Online bei ANNO).
14. ↑  Unseren Toten. In: Der neue Mahnruf. Zeitschrift für Freiheit, Recht und Demokratie, Dezember 1995, S. 13 (Online bei ANNO).

| Personendaten    | Personendaten                                                    |
| ---------------- | ---------------------------------------------------------------- |
| NAME             | Tschofenig, Josef                                                |
| KURZBESCHREIBUNG | österreichischer Politiker und Abgeordneter zum Kärntner Landtag |
| GEBURTSDATUM     | 3. September 1913                                                |
| GEBURTSORT       | Pontafel                                                         |
| STERBEDATUM      | 1995                                                             |